# Högstadium

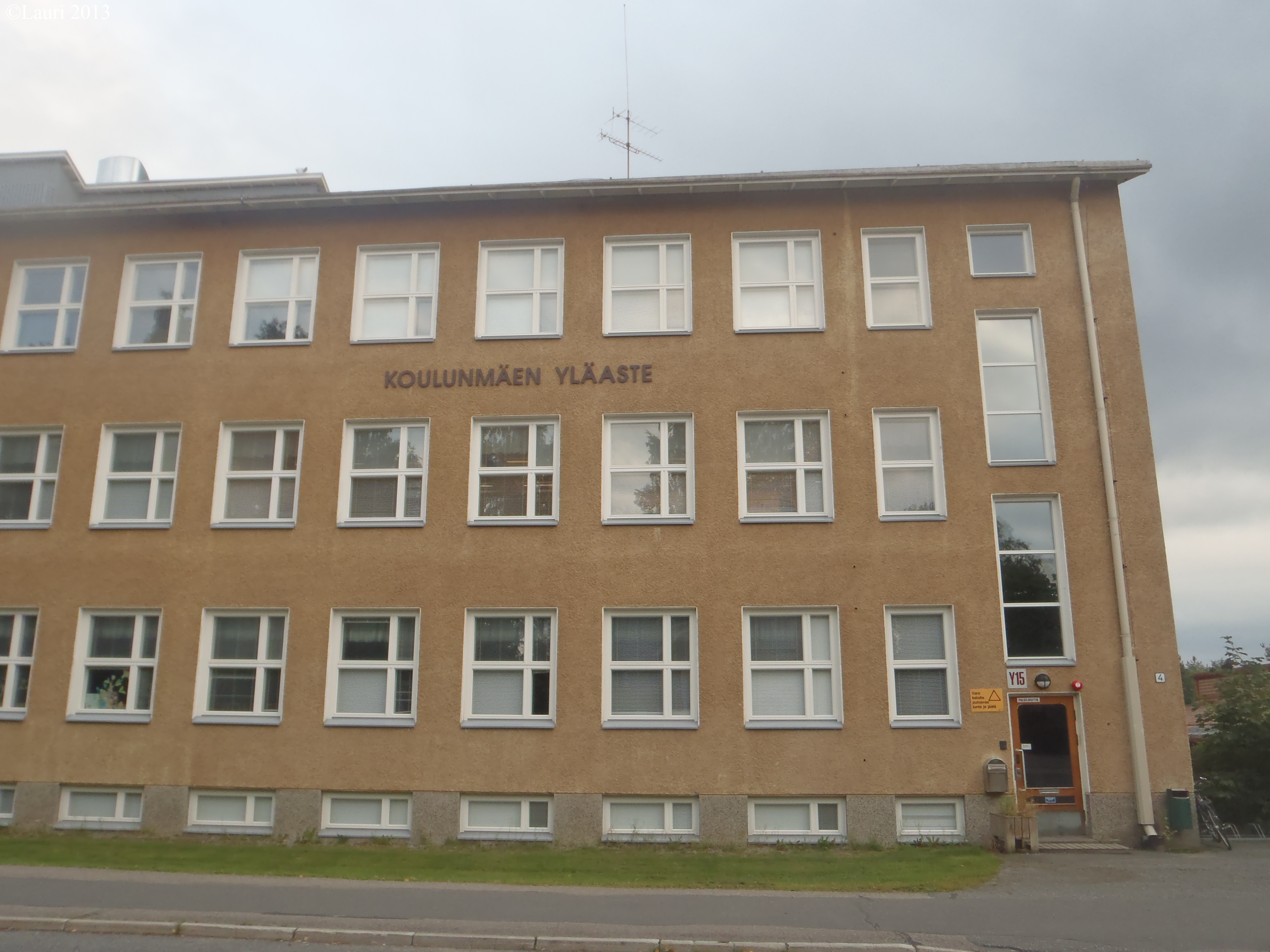
Koulunmäki högstadium i Äänekoski i Finland.

Högstadium är en skolterm som i Sverige används för den obligatoriska skolans senare år. I Finland används beteckningen officiellt inte längre.

## Finland
I Finland var "högstadium" beteckning på årskurserna 7–9 i grundskolan från 1972 till 1999. Beteckningen används fortfarande informellt (2024) och till exempel bestämmelserna om lärarbehörigheter skiljer sig mellan årskurserna 7–9 och 1–6, det som tidigare hette och senare informellt kallas lågstadium.

## Sverige
I Sverige började beteckningen "högstadium" användas om årskurs 7–9 i enhetsskolan (senare grundskolan) från 1949. Från 1994 användes istället namn som "Grundskolans senare del" och "Senarestadium". Termen "högstadiet" fortsatte dock användas i inofficiella sammanhang. Med ändringar i skollagen 2018 återinfördes beteckningen "högstadiet". 
Det som skiljer högstadiet från tidigare skolår i den svenska grundskolan är främst att klasslärare ersätts av flera ämneslärare. Biologi, kemi och fysik blir fristående ämnen och möjlighet att studera ett andra främmande språk tillkommer. Bänkarna ersätts oftast av skåp och elever har vanligen tillåtelse att lämna skolområdet på rasterna.

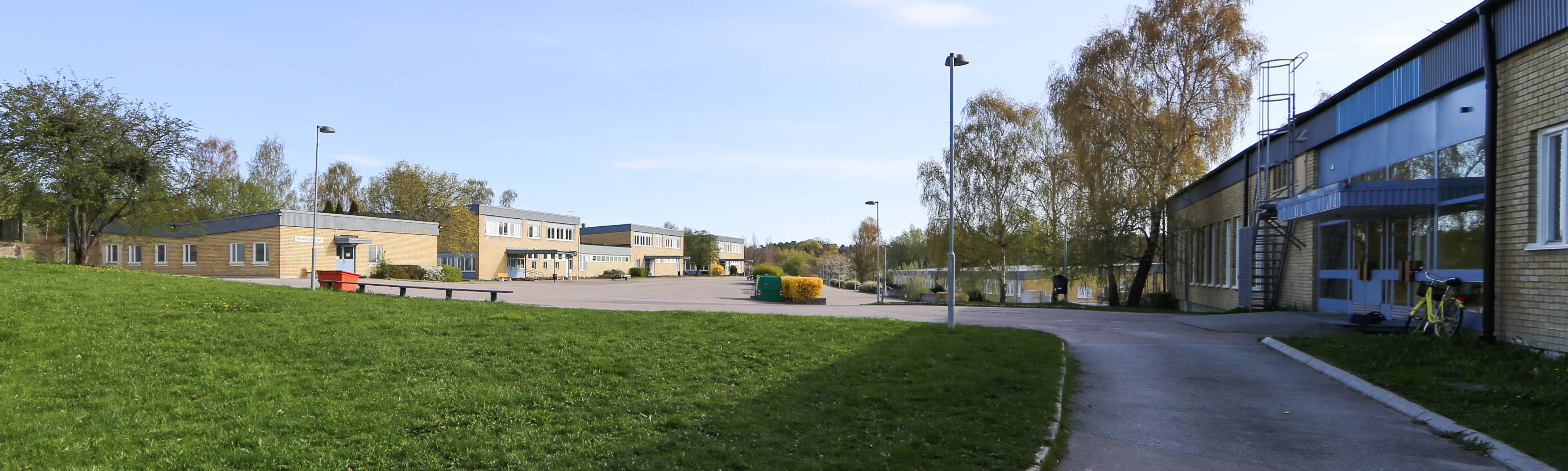
Skolbyggnadernas organisation vid ett högstadium byggt under rekordåren i Sverige.